# Comprimento de transporte

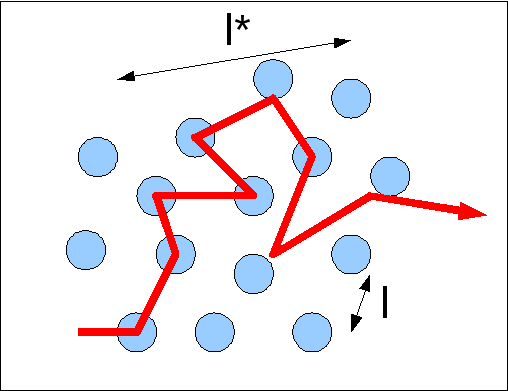
Esquema mostrando o caminho livre no meio l e o comprimento de transporte l*

O comprimento de transporte em um meio fortemente difuso (notado l*) é o comprimento ao longo do qual a direção de propagação do fóton é aleatória. É também chamado de comprimento de difusão, uma das propriedades mais importantes de qualquer material absorvedor para células fotovoltaicas. Está relacionado ao caminho livre médio l pela relação:
{\displaystyle l^{*}={\frac {l}{1-g}}}
com g: o coeficiente de assimetria. {\displaystyle g=\langle cos(\theta )\rangle } ou cálculo da média do ângulo de dispersão θ sobre um grande número de eventos de dispersão.
g pode ser avaliado com a teoria de Mie.
Se g=0, l=l*. Um único espalhamento já é isotrópico.
Se g→1, l*→infinito. Um único espalhamento não desvia os fótons. Então a dispersão nunca se torna isotrópica.

Este comprimento é útil para renormalizar um problema de espalhamento não isotrópico em um problema isotrópico, a fim de usar as leis de difusão clássicas (lei de Fick e movimento browniano). O comprimento de transporte pode ser medido por experimentos de transmissão e experimentos de retroespalhamento.